# Indiai róka
Az indiai róka vagy  bengáli róka (Vulpes bengalensis) az emlősök (Mammalia) osztályába a ragadozók (Carnivora) rendjébe és a kutyafélék (Canidae) családjába  tartozó faj.

## Előfordulása
Pakisztán, India, Nepál és Banglades területén honos. Félszáraz területen él, de megtalálható mezőn, erdőben, hegyekben és emberhez közeli településeken is.

## Megjelenése
Bundája barnás-vörös. Törzs hossza 50 centiméter, farokhossz 25-30 centiméter, marmagassága: 26-28 centiméter, súlya: 3-4 kilogramm lehet.

## Életmódja
Tápláléka széles körű, beleértve rovarokat, hüllőket, kis ragadozókat, tojást és gyümölcsöt is. Párban, rókalyukban él. Mivel nagymértékben üldözik, vadásszák, így főleg éjszaka jön elő. 10 évig, vagy tovább is élhetnek.

## Szaporodása
Vemhességi ideje 51-53 nap, azután az alomban 3-6 kölyök látja meg a napvilágot. Kölykök súlya: 50-100 gramm.